# Alice Barkan
Pour l’article homonyme, voir Barkan.
Alice Barkan est une biologiste moléculaire américaine, professeure de biologie à l'université de l'Oregon. Elle est connue pour ses travaux sur la régulation des gènes du chloroplaste et la synthèse des protéines.

## Enfance et formation
Alice Barkan reçoit son B.S. du Massachusetts Institute of Technology.
En 1983, elle obtient son doctorat à l'université du Wisconsin sous la direction de Janet E. Mertz, avec la thèse Characterization of Simian Virus 40 Late Leader Region Mutants,,.

## Carrière et récompenses
Alice Barkan rejoint l'université de l'Oregon en 1991, où elle est actuellement professeure à l'Institut de biologie moléculaire.
Elle est nommée membre de l'Association américaine pour l'avancement des sciences en 2017 et  de l'Académie nationale des sciences en 2020.
L'université de l'Oregon (UO) lui décerne un prix pour sa carrière exceptionnelle en 2020 afin de reconnaître non seulement ses réalisations scientifiques, mais aussi ses contributions à l'enseignement, au mentorat et au leadership à l'UO.

## Recherche
Les recherches d'Alice Barkan se concentrent sur la manière dont les protéines codées par le noyau affectent l'expression des gènes du chloroplaste,,. Les expériences de son laboratoire utilisent des mutants, principalement chez le maïs (zea mays) mais aussi chez arabidopsis thaliana, pour étudier la traduction et la stabilité de l'ARNm du chloroplaste, ainsi que de nombreux aspects de la maturation de l'ARN, notamment l'épissage et l'édition,,. Barkan et ses collègues ont découvert et étudié des dizaines de gènes nucléaires de plantes qui codent pour des protéines de liaison à l'ARN chloroplastique qui affectent directement de multiples aspects du métabolisme de l'ARN (traitement, épissage, traduction, stabilité). La majorité des protéines codées par le noyau que Barkan a caractérisées contiennent des répétitions pentatricopeptidiques (PPR). Barkan a également découvert et nommé le domaine CRM (épissage de l'ARN chloroplastique et maturation des ribosomes), qui se trouve dans les protéines codées par le noyau nécessaires à l'épissage de l'ARN chloroplastique,. En 2019, Barkan et ses collègues ont réussi à construire des protéines PPR qui se lient à des séquences d'ARN spécifiques in vivo, établissant ainsi un système pour créer des interactions protéine-ARN ciblées,.

## Vie personnelle
Alice Barkan est un membre fondateur du groupe musical Byrdsong Renaissance Consort, avec lequel elle joue de la viole et de la flûte à bec.